# Rose Ausländer
Rose Ausländer (Černivci, 11 maggio 1901 – Düsseldorf, 3 gennaio 1988) è stata una poetessa rumena ebrea, di madrelingua tedesca.

## Biografia
Nacque a Černivci, Ucraina, al tempo parte dell'impero austro-ungarico. Costretta dalle persecuzioni naziste all'esilio negli Stati Uniti, compose sia in tedesco che in inglese. Al centro della sua poesia ci fu il tema della perdita e del rimpianto.
A differenza della decostruzione del linguaggio che caratterizzò tanti poeti postmoderni della sua generazione, la Ausländer utilizzò sempre un linguaggio puro ed essenziale, in quanto considerava la parola un porto sicuro, l'unico punto di riferimento rimasto integro e l'unico mezzo per mantenere in vita un mondo perduto.

## Opere
- (DE)  Der Regenbogen, 1939
- (DE)  Ihr Zuschauenden, 1947
- (DE)  Nachtzauber, 1956
- (DE)  Blinder Sommer, 1965
- (DE)  Schallendes Schweigen, 1965
- (DE)  Kindheit 1, 1965
- (DE)  36 Gerechte, 1967
- (DE)  Der Brunnen, 1974
- (DE)  Ohne Visum, 1974
- (DE)  Andere Zeichen, 1975
- (DE)  Gesammelte Gedichte, 1976
- (DE)  Noch ist Raum, 1976
- (DE)  Biographische Notiz, 1976
- (DE)  Blatt, 1977
- (DE)  Doppelspiel, 1977
- (DE)  Aschensommer, 1978
- (DE)  Mutterland, 1978
- (DE)  Es bleibt noch viel zu sagen, 1978
- (DE)  Ein Stück weiter, 1979
- (DE)  Einverständnis, 1980
- (DE)  Daheim, 1980
- (DE)  Mein Atem heißt jetzt, 1981
- (DE)  Im Atemhaus wohnen, 1981
- (DE)  Einen Drachen reiten, 1981
- (DE)  Mein Venedig versinkt nicht, 1982
- (DE)  Südlich wartet ein wärmeres Land, 1982
- (DE)  So sicher atmet nur Tod, 1983
- (DE)  Tränen, 1984
- (DE)  Gesammelte Werke, 1984–90
- (DE)  Ich spiele noch, 1987
- (DE)  Der Traum hat offene Augen, 1987

## Premi e riconoscimenti
- 1977 – Premio Andreas Gryphius[4]
- 1980 – Premio Roswitha[5]